# U-341
U-341 — средняя немецкая подводная лодка типа VIIC времён Второй мировой войны.

## История
Заказ на постройку субмарины был отдан 20 января 1941 года. Лодка была заложена 28 октября 1941 года на верфи Нордзееверке в Эмдене под строительным номером 213, спущена на воду 10 октября 1942 года. Лодка вошла в строй 28 ноября 1942 года под командованием оберлейтенанта Дитриха Эппа.

### Флотилии
- 28 ноября 1942 года — 31 мая 1943 года — 8-я флотилия (учебная)
- 1 июня 1943 года — 19 сентября 1943 года — 3-я флотилия

### История службы
Лодка совершила 2 боевых похода, успехов не достигла. Потоплена 19 сентября 1943 года к юго-западу от Исландии, в районе с координатами 58°34′ с. ш. 25°30′ з. д. глубинными бомбами с канадского самолёта типа «Либерейтор». 50 погибших (весь экипаж).

### Волчьи стаи
U-341 входила в состав следующих «волчьих стай»:
- Leuthen 31 августа — 19 сентября 1943